# Michael Rockefeller
Michael Clark Rockefeller (18 de maig de 1938 -19 de novembre de 1961) fou el fill més jove del matrimoni entre el governador de Nova York i vicepresident dels Estats Units Nelson Aldrich Rockefeller i Mary Todhunter. Membre de la quarta generació de la família Rockefeller, va desaparèixer durant una expedició a la regió d'Asmat, al sud-oest de la Nova Guinea Neerlandesa.

## Biografia
Rockefeller es va graduar a la Universitat Harvard amb honors cum laude l'any 1960. Serví durant sis mesos com a soldat de l'Exèrcit nord-americà. Temps després va participar en una expedició del Museu Peabody d'Arqueologia i Etnologia de Harvard per estudiar a la tribu Dani, localitzada a l'oest de la Nova Guinea Neerlandesa. L'expedició va rodar Dead Birds, un film documental etnogràfic produït per Robert Gardner, en què Rockefeller va participar com a gravador de so. Es va separar de l'expedició per estudiar a la tribu asmat del sud de l'illa. Després de tornar amb l'Expedició Peabody, Michael retornar a la Nova Guinea Neerlandesa per estudiar més detalladament als asmat i documentar les seves produccions d'art.

## Desaparició
El 17 de novembre de 1961, Rockefeller i l'antropòleg neerlandès René Wassing navegaven en canoa, quan la seva embarcació va inundar-se i va bolcar. Els dos guies natius que els acompanyaven van intentar ajudar-los, però van trigar a arribar. Wassing va ser rescatat l'endemà, mentre que Rockefeller no va tornar a ser vist, malgrat la cerca intensa i l'enorme esforç per trobar-lo. La desaparició de Rockefeller va tenir ressò arreu del món. El seu cos mai no va ser trobat i finalment se'l va declarar mort el 1964.

## Especulacions
Hom creu que Rockefeller es va ofegar o fou atacat per un tauró o un cocodril. Però a causa de l'existència de "caçadors de caps" i caníbals encara en algunes regions Asmat, s'ha especulat sobre la possibilitat que fos assassinat i devorat pels natius de la regió. Durant els anys posteriors a la seva desaparició, han aparegut rumors de manera periòdica sobre un home blanc convivint amb els nadius. Un rumors sense credibilitat entre aquells familiaritzats amb la regió
L'any 1969, el periodista Milt Machlin va viatjar al lloc dels fets per investigar la desaparició de Rockefeller. Va descartar les notícies que el situaven vivint com a captiu o com a figura de la jungla, però va concloure que hi havia evidències circumstancials que sustentaven la idea que havia estat assassinat. Com es va saber llavors, un gran nombre de líders de l'ètnia Otsjanep, on suposadament Rockefeller va aconseguir arribar, havien estat assassinats per una patrulla neerladesa el 1958, cosa que hauria propiciat la possibilitat d'una venjança en contra de la "tribu blanca". D'altra banda, ni el canibalisme ni els "caçadors de caps" havien desaparegut de la zona. Per tant, és possible que Rockefeller hagés estat una víctima inesperada del cicle de represàlies iniciat per la patrulla holandesa i continuat per les tribus.
Un llibre titulat Rocky Goes West, de l'autor Paul Toohey va afirmar que la mare de Rockefeller va contractar l'any 1979 un investigador privat per anar a la Nova Guinea i intentar resoldre el misteri de la desaparició del fill. La veracitat de la història ha estat qüestionada, però Toohey afirma que l'investigador privat va canviar un motor de barca pels cranis de tres homes que la tribu afirmava que eren els únics homes blancs que havien matat. L'investigador va tornar a Nova York i va presentar els cranis a la família contractant, convençut que un d'ells pertanyia a Rockefeller. La família mai va confirmar la veracitat d'aquesta història..

## Artefactes i fotografies dels asmat
Molts dels artefactes asmat recol·lectats per Rockefeller formen part de la col·lecció Michael C. Rockefeller del Museu Metropolità d'Art de Nova York. El Museu Peabody exhibeix regularment 3.500 fotografies preses per Michael Rockefeller durant la seva expedició a Nova Guinea.

## Aparicions en la cultura popular
- La banda Guadacanal Diary va publicar una cançó sobre la desaparició a l'àlbum Jamboree (1986).
- Christopher Stokes va escriure "L'home que es va menjar Michael Rockefeller", una historieta publicada en el vint-i-tresè número del McSweeney Trimestral Concern. La història narra la defunció de Rockefeller de manera fictícia.